# Le Lou-du-Lac
Le Lou-du-Lac korábbi község Franciaországban, Ille-et-Vilaine megyében. Lakosainak száma 97 fő (2018. január 1.). Le Lou-du-Lac La Chapelle-du-Lou, Bédée, Montauban-de-Bretagne és Montauban-de-Bretagne községekkel határos.
2016. január 1-jén La Chapelle-du-Lou korábbi községgel egyesült és az így létrejött La Chapelle du Lou du Lac új község része lett.

## Népesség
A település népességének változása:
| Lakosok száma | 125  | 100  | 114  | 107  | 100  | 101  | 93   | 99   | 97   | 97   |
|               | 1962 | 1968 | 1982 | 1990 | 1999 | 2008 | 2011 | 2013 | 2017 | 2018 |